# 2013 GA138
2013 GA138, também escrito como 2013 GA138, é um objeto transnetuniano que está localizado no Cinturão de Kuiper, uma região do Sistema Solar. Este corpo celeste é classificado como um cubewano. Ele possui uma magnitude absoluta de 7,7 e tem um diâmetro estimado de 127 km.

## Descoberta
2013 GA138 foi descoberto no dia 9 de abril de 2013 pelo Outer Solar System Origins Survey.

## Órbita
A órbita de 2013 GA138 tem uma excentricidade de 0,049 e possui um semieixo maior de 44,036 UA. O seu periélio leva o mesmo a uma distância de 41,862 UA em relação ao Sol e seu afélio a 46,211 UA.